# Macronyx fuelleborni
El bisbita de Fülleborn (Macronyx fuelleborni) es una especie de ave paseriforme de la familia Motacillidae propia del sur de África central. Su nombre conmemora al médico alemán  Friedrich Fülleborn.

## Distribución y hábitat
Se encuentra en los bosques tropicales secos, las sabanas húmedas y los herbazales inundables de las regiones meridionales de África central.